# Nacktkehl-Lärmvogel

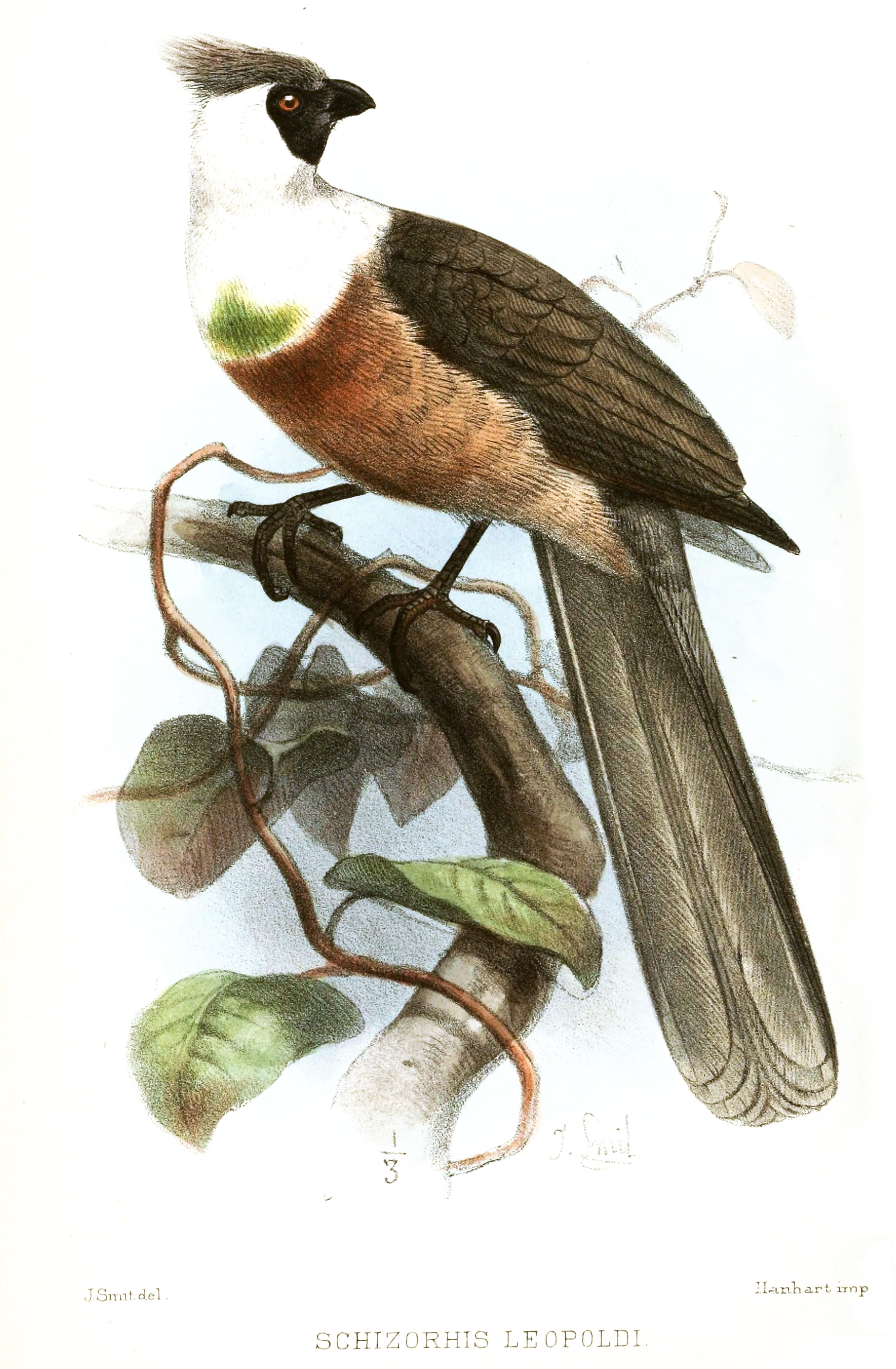
Zeichnung von Joseph Smit

Der Nacktkehl-Lärmvogel (Crinifer personatus, Synonym: Corythaixoides personatus), auch Braungesicht-Lärmvogel genannt, ist eine Vogelart aus der Familie der Turakos. Er lebt im Osten Afrikas, im äthiopischen Teil des Großen Afrikanischen Grabenbruchs, in Uganda, im Westen und Süden Kenias, in westlichen und zentralen Tansania, im östlichen Ruanda und Burundi und im äußersten Norden Malawis, im Nordosten Sambias und im Südosten der Demokratischen Republik Kongo. Er ist ein Bewohner trockener Gegenden und hält sich vor allem in mit Akazien bestandenen Baumsavannen auf. In den Bergen ist diese Art bis in Höhen von 1850, zeitweise auch bis 2000 Metern anzutreffen.

## Merkmale
Die einen halben Meter lang werdenden Vögel sind oberseits grau, Bauch und Kopf ist weiß. Auf dem Kopf tragen sie eine graue Federhaube, die in Erregung aufgestellt wird. Das Gesicht ist federlos und schwarz, der Schwanz lang und grau.
Der Warnruf des Vogels, ein blökendes „gaarr, warrr“ und sein federloses Gesicht verhalf ihm zu seinem englischen Trivialnamen Bare-faced Go-away-bird.

## Lebensweise
Nacktkehl-Lärmvögel sind gesellig und ernähren sich von Beeren, vor allem denen des Sternbusch Grewia bicolor, Knospen und Samen der Gelbrindenakazie und Früchten. Bei der Nahrungssuche schlüpfen sie geschickt auch durch dichtes Dorngestrüpp. Oft werden die wenig scheuen Tiere in ostafrikanischen Nationalparks in der Nähe der Lodges gesehen. Die Vögel sind wenig standorttreu und ziehen in ihrem Verbreitungsgebiet weit umher.

## Fortpflanzung
Nacktkehl-Lärmvögel brüten in Äthiopien im März, im Süden Ugandas im Mai und von September bis November, in Tansania von Mai bis Oktober und im Norden Malawis im Oktober. Ihr Nest, eine Plattform aus lose verwobenen Zweigen und Gras bauen sie in Astgabeln von Akazien, meist in Höhen von etwa fünf Metern. Sie legen zwei bis drei weiße Eier, die von beiden Eltern bebrütet werden.

## Systematik
Es werden zwei Unterarten unterschieden, C. p. personatus in Äthiopien und C. p. leopoldi im Rest des Verbreitungsgebietes. Mit dem Grauen Lärmvogel (Crinifer concolor) bildet Crinifer personatus eine Superspezies.